# 1808 en Bretagne
 Chronologie de la Bretagne
- 1804
- 1805
- 1806
- 1807
- 1808
- 1809
- 1810
- 1811
- 1812

Cette page recense des événements qui se sont produits durant l'année 1808 en Bretagne.

## Société

### Naissance

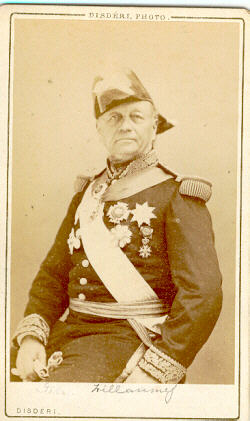
Édouard Bouët-Willaumez

- 16 février à Brest : Louis-Paul-Achille Guilhem, homme politique français mort le 29 juillet 1880 à Paris.

- 24 avril à Brest : Louis Édouard Bouët-Willaumez[1], mort le 9 septembre 1871 à Maisons-Laffitte, officier de marine et explorateur français. Amiral en 1865, il est connu pour ses explorations du fleuve Sénégal et du golfe de Guinée qu'il a relatées dans plusieurs ouvrages.